# 盛宝恒
盛宝恒（1922年—），男，直隶宛平人，中国药理学家，曾任中国人民解放军第四军医大学教授、博士生导师。